# Schweizer Krimipreis
Der Schweizer Krimipreis ist die nationale Auszeichnung für schweizerische Kriminalliteratur.

## Der Schweizer Krimipreis
Der Schweizer Krimipreis wird von Krimi Schweiz – Verein für schweizerische Kriminalliteratur organisiert und dient der Förderung der Schweizer Autorinnen und Autoren. Der Preis wurde im September 2021 erstmals vergeben. Er wird für je ein deutschsprachiges Werk und für eines in einer der anderen Landessprachen verliehen. Er ist mit total 10’000 CHF dotiert und wird alle zwei Jahre zuerkannt. 
Teilnahmeberechtigt sind Autorinnen und Autoren, die entweder einen Wohnsitz in der Schweiz haben, hier geboren sind oder das Schweizer Staatsbürgerrecht besitzen. Krimifremde Genres, Sachbücher, Biografien, Essays, Reportagen oder sonstige nicht literarische Texte sind nicht zugelassen. Einreichen dürfen ausschliesslich die Verlage und jeweils nur ein Werk pro Autor oder Autorin. Das Werk kann in deutscher, französischer, italienischer, rätoromanischer Sprache oder in Mundart veröffentlicht worden sein. 
Die Jury nominiert aus den Einsendungen eine Short-List von je zehn deutschsprachigen und anderssprachigen Titeln. Je drei Titel davon bestimmt die Jury für die finale Ausmarchung anlässlich der Preisverleihung am Schweizer Krimifestival in Bern. Dort werden die beiden Gewinner bekannt gegeben, die je 5`000 CHF in Empfang nehmen dürfen. 
Bis 2023 wurden drei im Preisgeld abgestufte Auszeichnungen in Grenchen vergeben.

## Preisträger Schweizer Krimipreis
2021:
1. Preis (5`000 CHF) an Severin Schwendener für Pandemic
2. Preis (3`000 CHF) an Fabio Benoit für L’ivresse des flammes
3. Preis (2`000 CHF) an Joachim B. Schmidt für Kalman

2023:
1. Preis an Catherine Rolland für Les inexistants
2. Preis an Peter Weingartner für Vollmondhonig
3. Preis an Andrea Fazioli für Le strade oscure

## Weblink
- Homepage Krimi Schweiz